# Lia Angeleri
Lia Angeleri, nome d'arte di Rosalia Angeleri (Genova, 25 aprile 1922 – Stabbia di Cerreto Guidi, 21 novembre 1969), è stata un'attrice italiana.

## Biografia
Nata nel quartiere genovese di Sampierdarena, debutta nello spettacolo come violinista di fila in un'orchestra genovese. Arriva alla prosa prima in una filodrammatica della sua città, e successivamente all'interno di varie compagnie teatrali tra cui quelle di Emma Gramatica e Renzo Ricci, per approdare al Piccolo Teatro di Milano diretta da Strehler, dove reciterà in diverse rappresentazioni.
Varie le partecipazioni alla prosa radiofonica e televisiva della RAI, sin dall'inizio delle trasmissioni sperimentali tv, sia nelle commedie che negli sceneggiati degli anni 50 e 60.
Muore ancora giovane, a 47 anni, nel 1969.

## Filmografia
- Il diavolo in convento, regia di Nunzio Malasomma (1951)
- Martin Toccaferro, regia di Leonardo De Mitri (1953)
- La passeggiata, regia di Renato Rascel (1953)
- Le notti dei teddy boys, regia di Leopoldo Savona (1959)
- Messalina Venere imperatrice, regia di Vittorio Cottafavi (1960)
- Il rossetto, regia di Damiano Damiani (1960)
- Costantino il Grande, regia di Lionello De Felice (1960)
- Il disordine, regia di Franco Brusati (1962)
- La costanza della ragione, regia di Pasquale Festa Campanile (1964)

## Teatro
- Questo piccolo mondo, di Noël Coward, Milano, Teatro Excelsior, 4 gennaio 1947.
- Viaggiatore senza bagaglio, di Jean Anouilh, regia di Renzo Ricci, Milano, Teatro Olimpia, 11 febbraio 1947.
- L'albergo dei poveri, di Maxim Gorkij, regia di Giorgio Strehler, Piccolo Teatro di Milano, 14 maggio 1947.
- L'amica delle mogli, di Luigi Pirandello, regia di Mario Landi, Milano, Angelicum, 7 giugno 1947.
- Cronaca, di Leopoldo Trieste, regia di Ivo Chiesa, Teatro d’Arte della Città di Genova, dicembre 1947
- Re Lear, di William Shakespeare, regia di Renzo Ricci, Milano, Teatro Odeon, 2 marzo 1948.
- Spettri, di Henrik Ibsen, regia di Renzo Ricci, Milano, Teatro Odeon, 11 marzo 1948.
- Assassinio nella cattedrale, di Thomas Stearns Eliot, regia di Giorgio Strehler, San Miniato, Chiesa di San Francesco, 21 agosto 1948.
- Cristo ha ucciso, di Gian Paolo Callegari, regia di Guido Salvini, Venezia, Teatro La Fenice, 30 settembre 1948.
- La famiglia Antropus, di Thornton Wilder, regia di Giorgio Strehler, Piccolo Teatro di Milano, 30 dicembre 1948.
- Il costruttore Solness, di Henrik Ibsen, regia di Renzo Ricci, Milano, Teatro Nuovo, 21 gennaio 1949.
- Occupati d'Amelia, di Georges Feydeau, regia di Sergio Tofano, Roma, Teatro Eliseo, Roma, 13 ottobre 1949.
- Ingeborg, di Curt Goetz, regia di Sergio Tofano, Roma, Teatro Eliseo, Roma, 4 novembre 1949.
- La sete, di Henri Bernstein, regia di Sergio Tofano, Roma, Teatro Eliseo, Roma, 16 novembre 1949.
- Gli innamorati, di Carlo Goldoni, regia di Giorgio Strehler, Lecco, Teatro Sociale, 8 ottobre 1950.
- Estate e fumo, di Tennessee Williams, regia di Giorgio Strehler, Piccolo Teatro di Milano, 17 ottobre 1950.
- Il misantropo di Molière, regia di Giorgio Strehler, Lecco, Teatro Sociale, 16 novembre 1950.
- La morte di Danton, di Georg Büchner, regia di Giorgio Strehler, Piccolo Teatro di Milano, 16 dicembre 1950.
- Casa di bambola, di Henrik Ibsen, regia di Giorgio Strehler, Bergamo, Teatro Donizetti, 13 febbraio 1951.
- L'oro matto, di Silvio Giovaninetti, regia di Giorgio Strehler, Piccolo Teatro di Milano, 21 marzo 1951.
- Frana allo scalo nord, di Ugo Betti, regia di Giorgio Strehler, Piccolo Teatro di Milano, 11 maggio 1951.
- Re Enrico IV, di William Shakespeare, regia di Giorgio Strehler, Teatro Romano di Verona, 7 luglio 1951.
- Elettra, di Sofocle, regia di Giorgio Strehler, Teatro Olimpico di Vicenza, 7 settembre 1951.
- L'amante militare, di Carlo Goldoni, regia di Giorgio Strehler, Piccolo Teatro di Milano, 27 ottobre 1951.
- Il medico volante, di Molière, regia di Giorgio Strehler, Piccolo Teatro di Milano, 27 ottobre 1951.
- Oplà, noi viviamo!, di Ernst Toller, regia di Giorgio Strehler, Piccolo Teatro Milano, 29 novembre 1951.
- Emma, di Federico Zardi, regia di Giorgio Strehler, Piccolo Teatro di Milano, 27 febbraio 1952.
- Il cammino sulle acque, di Orio Vergani, regia di Giorgio Strehler, Piccolo Teatro di Milano, 16 maggio 1952.
- Piccoli borghesi, di Maksim Gor'kij, regia di Giannino Galloni, Piccolo Teatro di Genova, 16 ottobre 1952.
- Scontro nella notte, di Clifford Odets, regia di Giannino Galloni, Piccolo Teatro di Genova, 13 novembre 1952.
- La Celestina, di Fernando de Rojas, regia di Giannino Galloni, Piccolo Teatro di Genova, 5 dicembre 1952.
- Sei personaggi in cerca d'autore, di Luigi Pirandello, regia di Giannino Galloni, Piccolo Teatro di Genova, 29 gennaio 1953.
- Il malato immaginario, di Molière, regia di Alessandro Fersen, Piccolo Teatro di Genova, 28 febbraio 1953.
- Oh, amante mia! , di Terence Rattigan, Roma, Teatro delle Arti, 10 settembre 1953
- Cirano di Bergerac, di Edmond Rostand, regia di Raymond Rouleau, Milano, Teatro Nuovo, 11 dicembre 1953.
- Il cardinale Lambertini, di Alfredo Testoni, regia di Alessandro Brissoni, Sanremo, Teatro del Casinò, 12 febbraio 1954.
- Nora seconda, di Cesare Giulio Viola, Piccolo Teatro di Palermo, stagione 1954-55
- Spettri di Henrik Ibsen, regia di Enrico Maria Salerno, Piccolo Teatro di Palermo, stagione 1954-55
- I nemici, di Paolo Levi, regia di Enrico Maria Salerno, Piccolo Teatro di Palermo, stagione 1954-55
- La scala, di Rosso di San Secondo, Piccolo Teatro di Palermo, stagione 1954-55
- Il vero amico, di Carlo Goldoni, Piccolo Teatro di Palermo, stagione 1954-55
- La bisbetica domata, di William Shakespeare, regia di Enrico Maria Salerno, Piccolo Teatro di Palermo, 4 gennaio 1955.
- L’impresario, libretto di Johann Gottlieb Stephanie, musiche di Wolfgang Amadeus Mozart, regia di Enrico Maria Salerno, Palermo, Teatro Massimo, 1955
- Non si può pensare a tutto, di Alfred De Musset, regia di Anna Maria Rimoaldi, Torino, Teatro Gobetti, 3 novembre 1955.
- Mariana Pineda, di Federico García Lorca, regia di Lucio Chiavarelli, Torino, Teatro Gobetti, 22 novembre 1955.
- Les femmes savantes, di Molière, regia di Lucio Chiavarelli, Torino, Teatro Gobetti, 14 dicembre 1955.
- La zitella, di Carlo Bertolazzi, regia di Lucio Chiavarelli, Torino, Teatro Gobetti, 4 gennaio 1956.
- Best seller, testo e regia di Ezio D'Errico, Torino, Teatro Gobetti, 1º febbraio 1956.
- Le acque della Luna, di Norman C. Hunter, regia di Lucio Chiavarelli, Torino, Teatro Gobetti, 18 febbraio 1956.
- Una donna senza importanza, di Oscar Wilde, regia di Lucio Chiavarelli, Torino, Teatro Gobetti, 4 aprile 1956.
- Casina, di Plauto, regia di Giulio Pacuvio, Teatro Romano di Ostia Antica, 28 giugno 1956.
- Alcesti, di Euripide, regia di Guido Salvini, Teatro Romano di Ostia Antica, 3 luglio 1956.
- Aiace, di Sofocle, regia di Michele Stilo, Teatro Greco di Tindari 25 agosto 1956
- Così è (se vi pare), di Luigi Pirandello, regia di Emma Gramatica, Roma, Teatro Quirino, 21 gennaio 1957.
- Ippolito, di Elena Bono, regia di Lucio Chiavarelli, Roma, Teatro Quirino, 8 febbraio 1957.
- La sconcertante signora Savage, di John Patrick, regia di Lucio Chiavarelli, Torino, Teatro Carignano, 16 marzo 1957.
- La commedia degli equivoci, di William Shakespeare, regia di Mario Ferrero, Teatro Romano di Verona, 3 luglio 1958.
- Immagini e tempi di Eleonora Duse, a cura di Gerardo Guerrieri, regia di Luchino Visconti, Roma, Teatro Quirino, 3 ottobre 1958.
- Veglia la mia casa, angelo, di Ketti Frings, regia di Luchino Visconti, Roma, Teatro Quirino, 10 ottobre 1958.
- Picnic, di William Inge, regia di Mario Ferrero, Napoli, Teatro Mercadante, 11 febbraio 1960.
- Sei personaggi in cerca d'autore, di Luigi Pirandello, regia di Lucio Chiavarelli, Agrigento, Teatro Pirandello, 22 settembre 1960.
- La fantesca, di Giovanni Battista Della Porta, regia di Franco Enriquez, Napoli, Teatro Mercadante, 11 novembre 1960.
- Il rinoceronte, di Eugène Ionesco, regia di Franco Enriquez, Napoli, Teatro Mercadante, 2 dicembre 1960.
- Processo Karamazov, di Diego Fabbri, regia di Franco Enriquez, Napoli, Teatro Mercadante, 23 dicembre 1960.
- Il matrimonio del signor Mississippi, di Friedrich Dürrenmatt, regia di Alessandro Fersen, Napoli, Teatro Mercadante, 31 gennaio 1961.
- I sonnambuli, di Ernesto Grassi, regia di Giacomo Colli, Napoli, Teatro Mercadante, 3 marzo 1961.
- La lupa, di Giovanni Verga, regia di Giuseppe Di Martino, 1962
- Il pescatore e le stelle, di Ubaldo Fornelli, regia di Filippo Torriero, Portovenere, 19 luglio 1963.
- La fiaccola sotto il moggio, di Gabriele D'Annunzio, regia di Maner Lualdi, Vittoriale di Gardone, 9 agosto 1963.
- Otello, di William Shakespeare, regia di Maner Lualdi, Milano, Teatro Sant’Erasmo, 23 gennaio 1964.
- Tre Italiani di Roberto Mazzucco, Il belvedere di Aldo Nicolaj, Le mamme di Carlo Terron. Regia di Mico Galdieri, stagione 1963-64.
- Il Brasile di Juan Rodolfo Wilcock, L'ultimo nastro di Krapp di Samuel Beckett, Conversazione Sinfonietta di Jean Tardieu. Regia di Mico Galdieri, Napoli, Teatro Politeama, stagione 1964-65
- L’amica della tigre ovvero I Parti, di Carlo Terron, regia di Maner Lualdi, Milano, Teatro Sant’Erasmo, 28 marzo 1966.
- Antonello capobrigante, di Ghigo De Chiara, regia di Paolo Gazzara, Lecco, 31 luglio 1966.
- Manfredi di Byron, partitura musicale di Robert Schumann, regia di Mauro Bolognini, Roma, Teatro dell'Opera, 7 dicembre 1966.

## Televisione
- La regina Vittoria, di Carlo Trabucco, regia di Giacomo Vaccari, 4 ottobre 1957.
- I borghesi di Pontarcy, di Victorien Sardou, regia di Claudio Fino, 27 dicembre 1957.
- Così è (se vi pare), di Luigi Pirandello, regia di Silverio Blasi, 17 gennaio 1958.
- Casa di bambola, di Henrik Ibsen, regia di Vittorio Cottafavi, 28 febbraio 1958.
- Le avventure di Nicola Nickleby, di Charles Dickens, regia di Daniele D'Anza, 26 aprile e 10 maggio 1958.
- Un gentiluomo nell'imbarazzo, episodio di Aprite: polizia!, regia di Daniele D'Anza (1958)
- La studentessa, originale televisivo di Nicola Manzari, regia di Piero Turchetti, 16 settembre 1958.
- Romeo e Giulietta, di William Shakespeare, regia di Franco Enriquez, 6 febbraio 1959.
- L'imbroglio, di Alberto Moravia, regia di Giacomo Vaccari, 28 aprile 1959.
- Ottocento, regia di Anton Giulio Majano, 5 puntate, dal 6 dicembre 1959 al 3 gennaio 1960.
- Quando amor comanda, di Tiberio Fiorilli detto Scaramuccia, regia di Vittorio Cottafavi, 5 febbraio 1960.
- Tre giorni a Roma, originale televisivo di Marisa Soprano, regia di Giancarlo Zagni, 2 settembre 1960.
- È morto Jack, di Donald Wilson, regia di Flaminio Bollini, 18 dicembre 1960.
- Hyacinth Halvey, di Lady Gregory, regia di Marcello Sartarelli, 1º febbraio 1962.
- Operazione Vega, di Friedrich Dürrenmatt, regia di Vittorio Cottafavi, 2 luglio 1962.
- La signorina, di Jacque Deval, regia di Marcello Sartarelli, 29 marzo 1963.
- Il Cardinale Lambertini, di Alfredo Testoni, regia di Silverio Blasi, 22 aprile 1963.
- Nozze di sangue, di Federico García Lorca, regia di Vittorio Cottafavi, 3 maggio 1963.
- Mille franchi di ricompensa, di Victor Hugo, regia di Vittorio Cottafavi, 2 ottobre 1964.
- Le inchieste del commissario Maigret, episodio Un Natale di Maigret, regia di Mario Landi, 24 gennaio 1965.
- Resurrezione, dal romanzo di Lev Tolstoj, regia di Franco Enriquez, 6 puntate, dal 31 ottobre al 5 dicembre 1965.
- Al calar del sipario, di Noël Coward, regia di Marcello Sartarelli, 26 novembre 1965.
- Vita di Dante, regia di Vittorio Cottafavi, 3 puntate, dal 12 al 19 dicembre 1965.
- Una giornata di malumore, regia di Silverio Blasi, 22 aprile 1966.
- Ipotesi di un delitto: il caso Evans, regia di Marco Leto, 19 gennaio 1967.
- Le troiane, di Euripide, regia di Vittorio Cottafavi, 17 febbraio 1967.
- Uno di noi, di Gino De Sanctis, regia di Antonio De Gregorio, 22 marzo 1967.
- Il misantropo, di Molière, regia di Flaminio Bollini, 12 maggio 1967.
- Siamo tutti imputati, di Nicola Manzari, regia di Antonio De Gregorio, 20 ottobre 1967.
- La fiera della vanità, regia di Anton Giulio Majano, dal 12 novembre al 24 dicembre 1967.
- Un mestiere come un altro, di Luigi Lunari, regia di Paolo Nuzzi, 1º marzo 1968.
- Il medico delle vecchie signore, di Carlo Fruttero & Franco Lucentini, regia di Lyda C. Ripandelli, 28 marzo 1968.
- Un padre superfluo, di Gennaro Manna, regia di Antonio De Gregorio, 22 novembre 1968.
- Nero Wolfe, episodio Il pesce più grosso, regia di Giuliana Berlinguer, 11 aprile 1969.

## Radio
- Spettri, di Henrik Ibsen, regia di Renzo Ricci, trasmessa il 20 novembre 1948.
- Il misantropo, di Molière, regia di Giorgio Strehler, 12 gennaio 1951.
- Oh, amante mia, di Terence Rattigan, regia di Lino Girau, 8 marzo 1954.
- Giulio Cesare, di William Shakespeare, regia di Giorgio Strehler, 18 gennaio 1955.
- Ritorno a Matusalemme, di George Bernard Shaw, regia di Guglielmo Morandi, 14 e 19 dicembre 1956.
- Andromaca, di Jean Racine, regia di Pietro Masserano Taricco, 18 marzo 1959.
- Una ragazza arrivò, commedia musicale di Dino Buzzati, regia di Alessandro Brissoni, 28 aprile 1959.
- Il giuoco delle parti, di Luigi Pirandello, regia di Flaminio Bollini, 17 maggio 1961.
- Il matrimonio del signor Mississippi, di Friedrich Dürrenmatt, regia di Alessandro Fersen, 7 giugno 1961.
- L’alba dell’ultima sera, di Riccardo Bacchelli, regia di Flaminio Bollini, 20 dicembre 1961.
- Antigone, di Jean Anouilh, regia di Flaminio Bollini, 14 febbraio 1962.
- La donna di nessuno, di Cesare Vico Lodovici, regia di Ruggero Jacobbi, 23 maggio 1962.
- Il signor Vernet, di Jules Renard, regia di Alessandro Fersen, 16 febbraio 1965.
- Il malinteso, di Albert Camus, regia di Flaminio Bollini, 28 febbraio 1966.
- Il quinto per il bridge, di Michal Tonecki, regia di Andrea Camilleri, 6 maggio 1966.
- Il venditore C/E 402, di Giuseppe D'Agata, regia di Giandomenico Giagni, 10 gennaio 1967.
- Il cigno nero, di Martin Walser, regia di Sandro Sequi, 3 aprile 1967.
- Il pretendente, di Villiers de L'Isle-Adam, regia di Sandro Sequi, 6 e 13 dicembre 1967.
- Un padre superfluo, di Gennaro Manna, regia di Antonio De Gregorio, 22 novembre 1968.
- Cip-zip, cip-zip, di Sebastian Goy, regia di Piero Panza, 9 luglio 1969.
- Un'avventura a Budapest di Ferenc Körmendi, regia di Enrico Colosimo, dal 13 ottobre al 6 novembre 1969.